# Temporada 1954-55 de los Minneapolis Lakers
La temporada 1954-55 fue la séptima de los Minneapolis Lakers en la NBA. La temporada regular acabó con 40 victorias y 32 derrotas, ocupando el segundo puesto de la División Oeste, clasificándose para los playoffs en los que perdieron en las finales de división ante los Fort Wayne Pistons.

## Elecciones en elDraft
| Ronda | Puesto | Jugador       | Posición  | Nacionalidad   | Universidad   |
| ----- | ------ | ------------- | --------- | -------------- | ------------- |
| 1     | 9      | Ed Kalafat    | Ala-Pívot | Estados Unidos | Minnesota     |
| 2     | 18     | Al Bianchi    | Base      | Estados Unidos | Bowling Green |
| 9     | 80     | Dick Garmaker | Base      | Estados Unidos | Minnesota     |

## Temporada regular
| División Central     | División Central | División Central | División Central | División Central | División Central | División Central | División Central | División Central |
| Equipo               | G                | P                | %                | PD               | Casa             | Fuera            | Neutral          | Div              |
| -------------------- | ---------------- | ---------------- | ---------------- | ---------------- | ---------------- | ---------------- | ---------------- | ---------------- |
| x-Fort Wayne Pistons | 43               | 29               | .597             | –                | 21–6             | 9–14             | 13–9             | 28–8             |
| x-Minneapolis Lakers | 40               | 32               | .556             | 3                | 18–6             | 10–14            | 12–12            | 18–18            |
| x-Rochester Royals   | 29               | 43               | .403             | 14               | 17–11            | 4–19             | 8–13             | 14–22            |
| Milwaukee Hawks      | 26               | 46               | .361             | 17               | 6–11             | 9–16             | 11–19            | 14–22            |

## Playoffs

### Semifinales de División
Minneapolis Lakers - Rochester Royals
| Fecha       | Partido                                      | Ciudad     |
| ----------- | -------------------------------------------- | ---------- |
| 16 de marzo | Minneapolis Lakers 82, Rochester Royals 78   | Saint Paul |
| 18 de marzo | Rochester Royals 94, Minneapolis Lakers 92   | Rochester  |
| 19 de marzo | Minneapolis Lakers 119, Rochester Royals 110 | Saint Paul |
|             | Minneapolis gana las series 2-1              |            |

### Finales de División
Fort Wayne Pistons - Minneapolis Lakers
| Fecha       | Partido                                           | Ciudad       |
| ----------- | ------------------------------------------------- | ------------ |
| 20 de marzo | Fort Wayne Pistons 96, Minneapolis Lakers 79      | Elkhart      |
| 22 de marzo | Fort Wayne Pistons 98, Minneapolis Lakers 97 (OT) | Indianapolis |
| 23 de marzo | Minneapolis Lakers 99, Fort Wayne Pistons 91 (OT) | Minneapolis  |
| 27 de marzo | Minneapolis Lakers 96, Fort Wayne Pistons 105     | Minneapolis  |
|             | Fort Wayne gana las series 3-1                    |              |

## Estadísticas
| Rk | Jugador          | Edad | P  | PT | MP   | TC  | TCI  | %TC  | 3P | 3PI | %3P | TL  | TLI | %TL  | RO | RD | RT   | AS  | RB | TAP | BP | FP  | PTS  |
| 1  | Vern Mikkelsen   | 26   | 71 |    | 36.0 | 6.2 | 14.7 | .422 |    |     |     | 6.3 | 8.4 | .747 |    |    | 10.2 | 2.0 |    |     |    | 4.5 | 18.7 |
| 2  | Clyde Lovellette | 25   | 70 |    | 33.7 | 7.4 | 17.0 | .435 |    |     |     | 3.9 | 5.7 | .686 |    |    | 11.5 | 1.4 |    |     |    | 3.7 | 18.7 |
| 3  | Slater Martin    | 29   | 72 |    | 38.7 | 4.9 | 12.8 | .381 |    |     |     | 3.8 | 5.0 | .769 |    |    | 3.6  | 5.9 |    |     |    | 3.1 | 13.6 |
| 4  | Whitey Skoog     | 28   | 72 |    | 32.8 | 4.6 | 11.6 | .395 |    |     |     | 1.7 | 2.2 | .806 |    |    | 4.2  | 3.5 |    |     |    | 3.7 | 10.9 |
| 5  | Jim Pollard      | 32   | 63 |    | 31.1 | 4.2 | 11.9 | .354 |    |     |     | 2.4 | 3.0 | .812 |    |    | 7.3  | 2.5 |    |     |    | 2.3 | 10.8 |
| 6  | Dick Schnittker  | 26   | 72 |    | 25.0 | 3.1 | 8.1  | .388 |    |     |     | 4.1 | 5.0 | .823 |    |    | 4.8  | 1.6 |    |     |    | 3.2 | 10.4 |
| 7  | Ed Kalafat       | 22   | 72 |    | 15.3 | 1.6 | 5.2  | .315 |    |     |     | 1.5 | 2.3 | .661 |    |    | 4.4  | 1.0 |    |     |    | 2.8 | 4.8  |
| 8  | Jim Holstein     | 24   | 62 |    | 15.8 | 1.7 | 5.3  | .324 |    |     |     | 1.1 | 1.5 | .713 |    |    | 3.3  | 0.9 |    |     |    | 1.7 | 4.5  |
| 9  | Bob Carney       | 22   | 19 |    | 12.8 | 1.3 | 3.4  | .375 |    |     |     | 1.1 | 2.1 | .525 |    |    | 2.4  | 0.8 |    |     |    | 1.9 | 3.6  |
| 10 | Don Sunderlage   | 25   | 45 |    | 9.0  | 0.7 | 3.0  | .248 |    |     |     | 1.1 | 1.6 | .658 |    |    | 1.2  | 0.8 |    |     |    | 1.3 | 2.5  |
| 11 | Lew Hitch        | 25   |    |    |      |     |      |      |    |     |     |     |     |      |    |    |      |     |    |     |    |     |      |
| 12 | Bobby Watson     | 24   |    |    |      |     |      |      |    |     |     |     |     |      |    |    |      |     |    |     |    |     |      |

## Galardones y récords
| Jugador        | Galardón                    |
| Vern Mikkelsen | 2º Mejor quinteto de la NBA |
| Slater Martin  | 2º Mejor quinteto de la NBA |